# Атаев, Алирза
Алирза Аскер оглы Атаев (азерб. Əlirza Əsgər oğlu Atayev; 1898, Елизаветполь — 1962, Баку) — редактор по русскому языку канцелярии парламента Азербайджанской Демократической Республики (1919-1920), выдающийся организатор науки, врач (акушер-гинеколог), доктор медицинских наук (1930), профессор (1936).

## Биография
Родился в 1898 году в Елизаветполе (ныне Гяндже).
Учился в Елизаветпольской мужской гимназии. 
С 1919 по 1920 год являлся редактором по русскому языку канцелярии парламента Азербайджанской Демократической Республики.
Продолжил образование в 1921 году в качестве стипендиата Азербайджанской Советской Социалистической Республики на медицинском факультете 1-го Московского государственного университета.
После окончания университета год работал ординатором на кафедре 3-го Московского государственного университета, затем был направлен правительством Азербайджана в Германию для совершенствования специальности в составе группы молодых специалистов, 2 года работал в акушерско-гинекологической клинике Лейпцигского университета. Вернувшись в Баку в 1925 году, впервые написал статьи на азербайджанском языке об охране здоровья женщин, матерей и детей, опубликовал словарь акушерско-гинекологических терминов, состоящий из 1000 слов.
В 1936 году был избран профессором кафедры акушерства и гинекологии Азербайджанского медицинского института, назначен заведующим кафедрой акушерства и гинекологии Института усовершенствования врачей Народного комиссариата здравоохранения. 
В 1937 году был репрессирован, сослан на 8 лет в Магадан. 
После лагеря работал в городской больнице и санитарном управлении в Магадане и Пензе. Был направлен в 1948 году Министерством здравоохранения СССР консультантом в Пензенскую областную больницу, где в дальнейшем был избран главным акушером-гинекологом Пензенской области, там по его инициативе был создан филиал Всесоюзного научного общества акушеров и гинекологов. 
В 1956 году был реабилитирован, но из-за тяжёлой болезни прекратил научную деятельность.
Скончался в 1962 году в Баку.

## Семья
Был женат. Имел двоих детей. Сын Октай и дочь Рена.